# One More Try (Timmy T-Lied)
One More Try ist ein Lied von Timmy T aus dem Jahr 1990, das von ihm geschrieben und produziert wurde. Es erschien auf dem Album Time After Time.

## Geschichte
Als Inspiration zum Lied diente Timmy T die Trennung von seiner damaligen Freundin. Dementsprechend handelt der Text davon und beinhaltet seine Gedanken dazu. Die Veröffentlichung war am 24. Oktober 1990. In den Vereinigten Staaten und in den Niederlanden wurde der Popsong ein Nummer-eins-Hit.

## Musikvideo
Für die Regie war Alan Calzatti verantwortlich. Gedreht wurde in Venedig und Santa Monica, Kalifornien. Zu Beginn des Musikvideos packt Timmy Ts Freundin ihre Koffer und verschwindet in Richtung Taxi. Dabei fleht Timmy T sie an, zu ihm zurückzukehren. In der neuen Wohnung angekommen weint sie am Fenster. Timmy T spielt währenddessen sein Lied am Klavier und trägt es in seiner Wohnung vor. Dabei werden seine Momente mit ihr eingeblendet. Am Ende des Videos sitzen sie sich weinend gegenüber.

## Kommerzieller Erfolg

### Chartplatzierungen
| ChartsChartplatzierungen       | Höchstplatzierung | Wochen |
| ------------------------------ | ----------------- | ------ |
| Deutschland (GfK)              | 8 (22 Wo.)        | 22     |
| Österreich (Ö3)                | 12 (12 Wo.)       | 12     |
| Schweiz (IFPI)                 | 16 (8 Wo.)        | 8      |
| Vereinigte Staaten (Billboard) | 1 (25 Wo.)        | 25     |
| Vereinigtes Königreich (OCC)   | 97 (1 Wo.)        | 1      |

| ChartsJahrescharts (1991)      | Platzierung |
| ------------------------------ | ----------- |
| Deutschland (GfK)              | 40          |
| Vereinigte Staaten (Billboard) | 5           |

### Auszeichnungen für Musikverkäufe
One More Try wurde in den Vereinigten Staaten von der Recording Industry Association of America für den Verkauf von einer Million Exemplaren mit Platin ausgezeichnet.
| Land/Region               | Auszeichnungen für Musikverkäufe (Land/Region, Auszeichnung, Verkäufe) | Verkäufe  |
| ------------------------- | ---------------------------------------------------------------------- | --------- |
| Vereinigte Staaten (RIAA) | Platin                                                                 | 1.000.000 |
| Insgesamt                 | 1× Platin ·                                                            | 1.000.000 |

## Coverversionen
- 2002: Jo Weil
- 2003: Mark ’Oh
- 2004: Novaspace